# Dwuwarstwa lipidowa

Schematyczna kinematyka błony lecytynowej.

Model dwuwarstwy lipidowej

Dwuwarstwa lipidowa – spontanicznie powstająca w roztworach wodnych niektórych lipidów (głównie fosfolipidów) błona zbudowana z dwóch warstw cząsteczek tych związków chemicznych. Dwuwarstwa lipidowa stanowi podstawową część każdej błony biologicznej. Bez jej istnienia nie mogłyby funkcjonować żadne komórki żywe.
W pewnym zakresie stężeń, w roztworach wodnych niektóre rodzaje lipidów spontanicznie samoorganizują się w dwuwarstwę, która z formalnego punktu widzenia jest liotropową fazą ciekłokrystaliczną o budowie lamelarnej (Lα). Zjawisko to wynika z entropowo uzasadnionej dążności długich cząsteczek posiadających na jednym z końców grupę hydrofilową, a na drugim hydrofobową do kierowania części hydrofilowej w stronę wody, a hydrofobowej w stronę innych cząsteczek lipidowych. W rezultacie dwuwarstwa lipidowa składa się z dwóch przeciwnie uporządkowanych warstw cząsteczek lipidu, z końcami węglowodorowymi (hydrofobowymi) zwróconymi do środka warstwy i polarnymi, hydrofilowymi grupami fosforylowymi na zewnątrz. Podobnie zachowują się również cząsteczki syntetycznych detergentów, np. mydła, które jednak zazwyczaj tworzą dużo mniej od lipidów stabilne dwuwarstwy.
Dwuwarstwy lipidowe są nieprzepuszczalne dla prawie wszystkich organicznych i nieorganicznych związków chemicznych występujących w wodzie w warunkach naturalnych, stanowią więc dobrą barierę dla wnętrza komórek. W błonach komórkowych w dwuwarstwy wbudowane są różnego rodzaju receptory i kanały, których rolę pełnią wyspecjalizowane białka i które powodują, że błony te stają się warstwami półprzepuszczalnymi.
Dwuwarstwy posiadają zdolność gromadzenia różnoimiennego ładunku elektrycznego po obu swoich stronach, jeśli w roztworze znajdują się niewielkich rozmiarów jony nieorganiczne np. chlorkowe (Cl−
) i sodowe (Na+
). Zjawisko to dodatkowo stabilizuje dwuwarstwy, poprzez powstanie powierzchniowej różnicy potencjałów elektrycznych. Przez dwuwarstwy złożone wyłącznie z fosfolipidów jony nie mogą przenikać, jednak w błonach komórkowych w dwuwarstwy wbudowane są kanały jonowe przez które może zachodzić aktywny przepływ jonów, kontrolowany złożonymi procesami biochemicznymi.